# Ringwall Langer Berg (Röllbach)
Ringwall Langer Berg ist eine Bezeichnung für eine Befestigungsanlage aus vor- oder frühgeschichtlicher Ringwallanlage mit verstärktem zusätzlichem Abschnittswall östlich von Röllbach im unterfränkischen Landkreis Miltenberg in Bayern, Deutschland.
Die Anlage als Ganzes (1985 war nur die Abschnittsbefestigung als Bodendenkmal ausgewiesen) ist als Bodendenkmal mit der Aktennummer D-6-6221-0067 und der Beschreibung als Abschnittsbefestigung und Ringwall vor- und frühgeschichtlicher Zeitstellung ausgewiesen.

## Lage

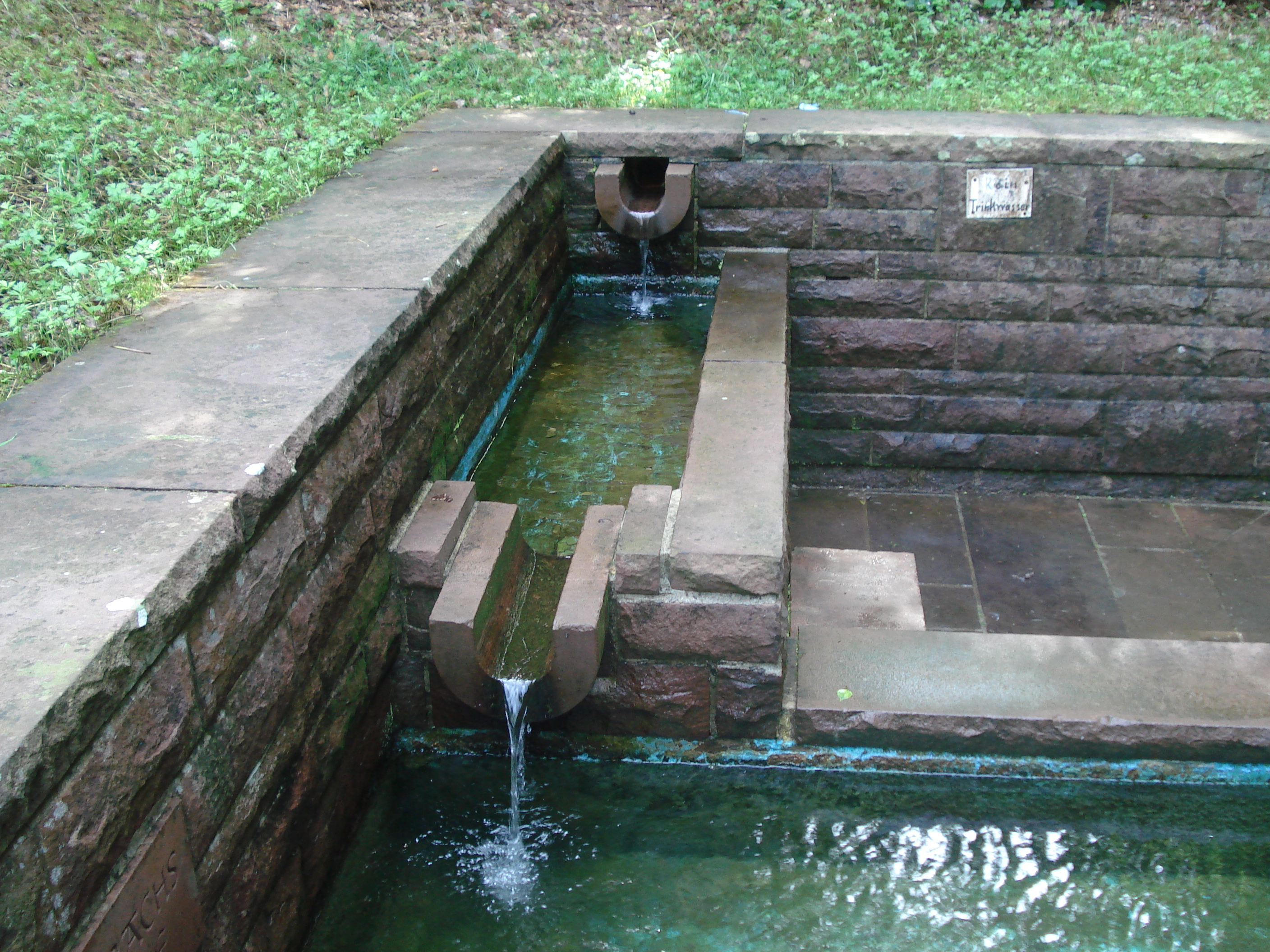
Die Quelle des Röllbachs befindet sich westlich am Hang der Ringwallanlage

Die Befestigungsanlage liegt im Spessart, im Mainviereck zwischen Klingenberg, Mönchberg und Großheubach. Sie steht auf dem sogenannten Langen Berg 445 m ü. NHN, einem Berg auf einem Nord-Süd verlaufenden Bergrücken des Spessarts, der den Main hier kurzzeitig nach Süden zum Umfließen zwingt. Der Eselsweg als eine historische Handelsstraße und heutiger moderner Fernwanderweg passiert auf dem Grat die Anlage. Der Zugang über die Abschnittsbefestigung liegt ca. 2260 Meter osüdöstlich der Kirche von Röllbach in den beiden Waldabteilungen Erbi und Tannenstutz. Von Süden ist die Anlage über den Walderholungsplatz Sohlhöhe erreichbar, von Norden aus dem Ort über die Quelle des Röllbachs zur Abschnittsbefestigung am nördlichen Ende des Bergrückens.

## Geschichte
Die geschichtliche Einordnung ist nur eine Annahme. Archäologische Untersuchungen neuerer Zeit fanden noch nicht statt. Als Form einer Ringwallanlage ist eine vorgeschichtliche Zeitstellung wahrscheinlich, die viel stärkere Abschnittsbefestigung könnte auch eine Verstärkung und Nachnutzung in frühmittelalterlicher Zeit bedeuten. Der prähistorische Archäologe Björn-Uwe Abels legte Ende der 1970er Jahre in seiner Auflistung die gesamte Anlage noch in frühmittelalterliche Zeit und in die Gruppe mit einem befestigten Innenraum von 6 bis 13 ha. Auch Peter Ettel folgt dem in seinem Eintrag in EBIDAT.
Form und Aussehen der Wallanlage legen eine keltische Erbauung nahe. Auch die vollständige Umwehrung der Anlage, wie aus neuen Reliefbildern ersichtlich, war den Forschern des 20. Jahrhunderts wohl noch nicht bekannt, darauf deuten die jeweiligen Beschreibungen hin, die allein die Wälle betreffen.

## Beschreibung
Die nur noch sehr schwach sichtbaren Wälle der Wallanlage haben eine NNO-SSW-Ausdehnung von knapp 600 Metern und eine maximale WNW-OSO-Ausdehnung von 300 Metern. Nur der äußere Wall ist mit über 1,5 Kilometer Länge komplett umlaufend. Die inneren Wälle sind teilweise unterbrochen oder verlaufen als Abschnittswälle. An der östlichen, stärker abfallenden Mainseite lassen sich noch zwei Wälle erkennen, im Westen – dem leichter abfallenden Längshang Richtung Röllbach – finden sich bis zu fünf Wälle. Der äußere Ringwall ist dabei am Südgrat gedoppelt und hat jeweils etwa 80 Meter südlich zwei weitere Abschnittswälle, die den südlichen Zugang sicherten. Im Norden zeigen die Reliefdaten über den Sattel eine Verlängerung der Wälle weiter nach Norden, die sich aber auslaufend verlieren. Kurz vor dieser Sattelhöhe riegelt ein fast 240 Meter langer und heute etwa 15 Meter breiter verstürzter Abschnittswall den nördlichen Zugang ab. Alle Wegedurchbrüche scheinen neuzeitlichen Datums. Im Osten deutet ein ausgeflachter Abschnitt einen möglichen ursprünglichen Zugang an.
Mehrere kleine Podien könnten als Siedlungsspuren gedeutet werden. Die Fläche des durch äußeren Ringwall und Abschnittswall eingegrenzten Bereiches beträgt etwa 14,6 ha und ist damit eine mittelgroße Anlage dieser Art. Südlich und westlich der Anlage sind mehrere Begräbnisplätze vorgeschichtlicher und Hallstattzeitlicher Einordnung nachgewiesen.

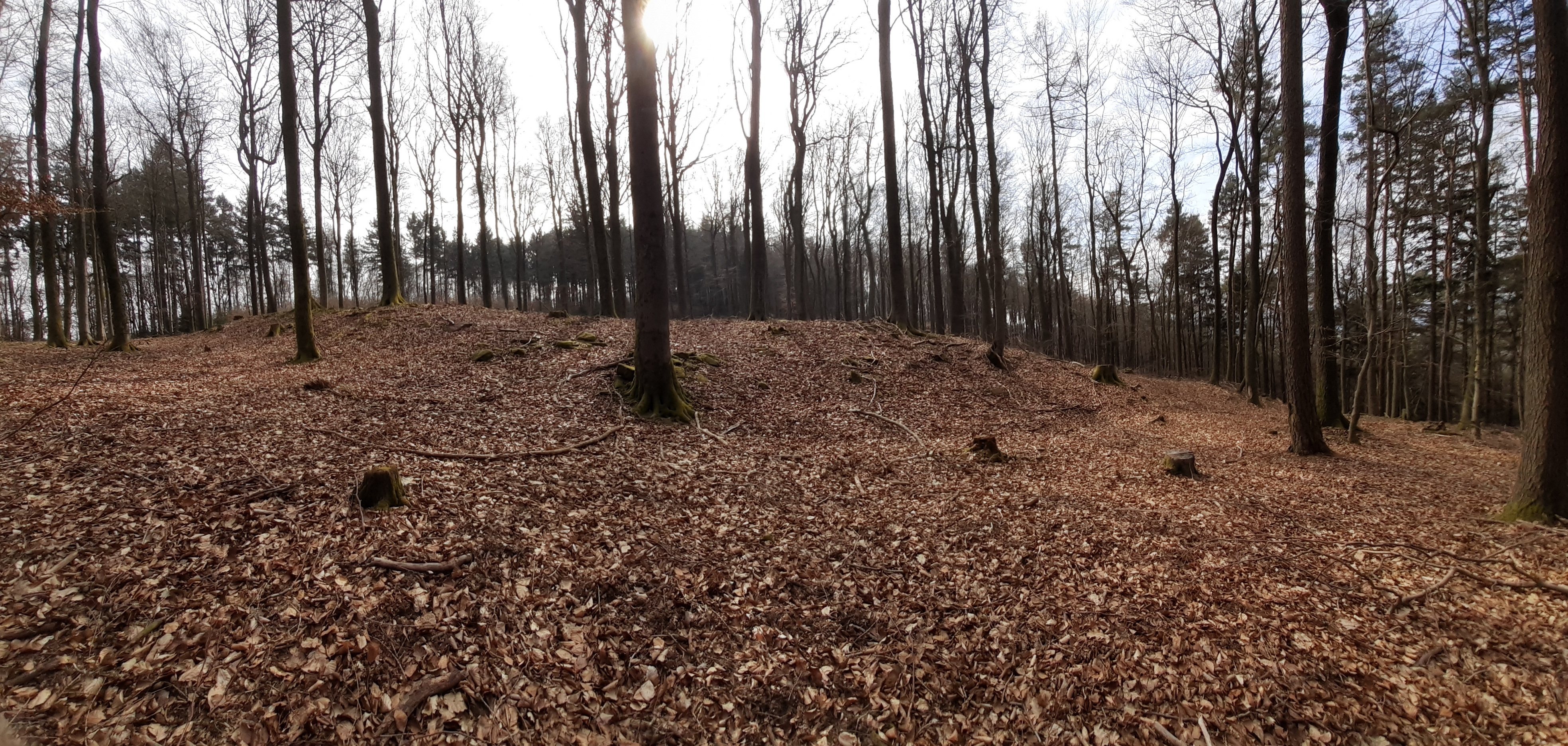
Der Abschnittswall im Norden der Ringwallanlage (Blick von Außen)
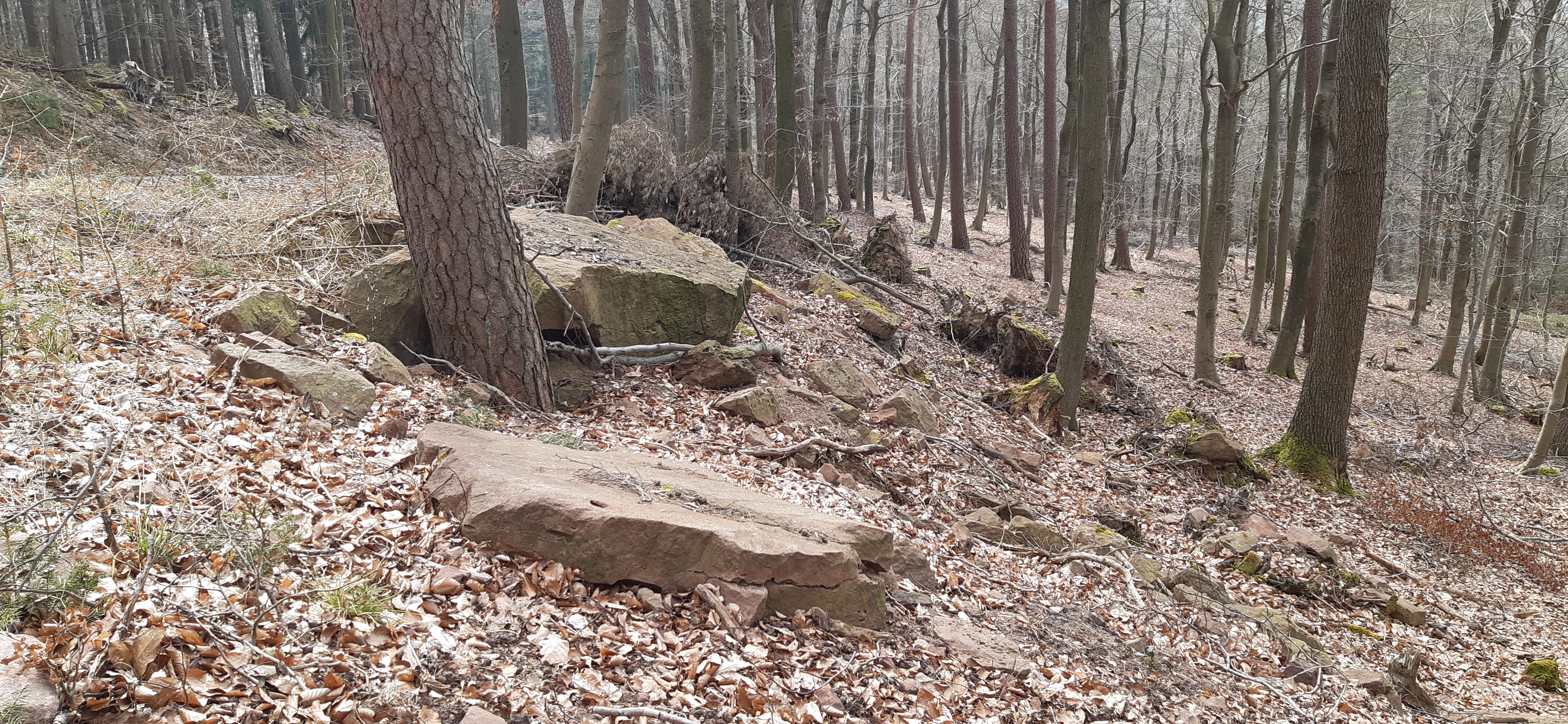
Reste des verschleiften und durch einen Weg gestörten südwestlichen Walles der Anlage
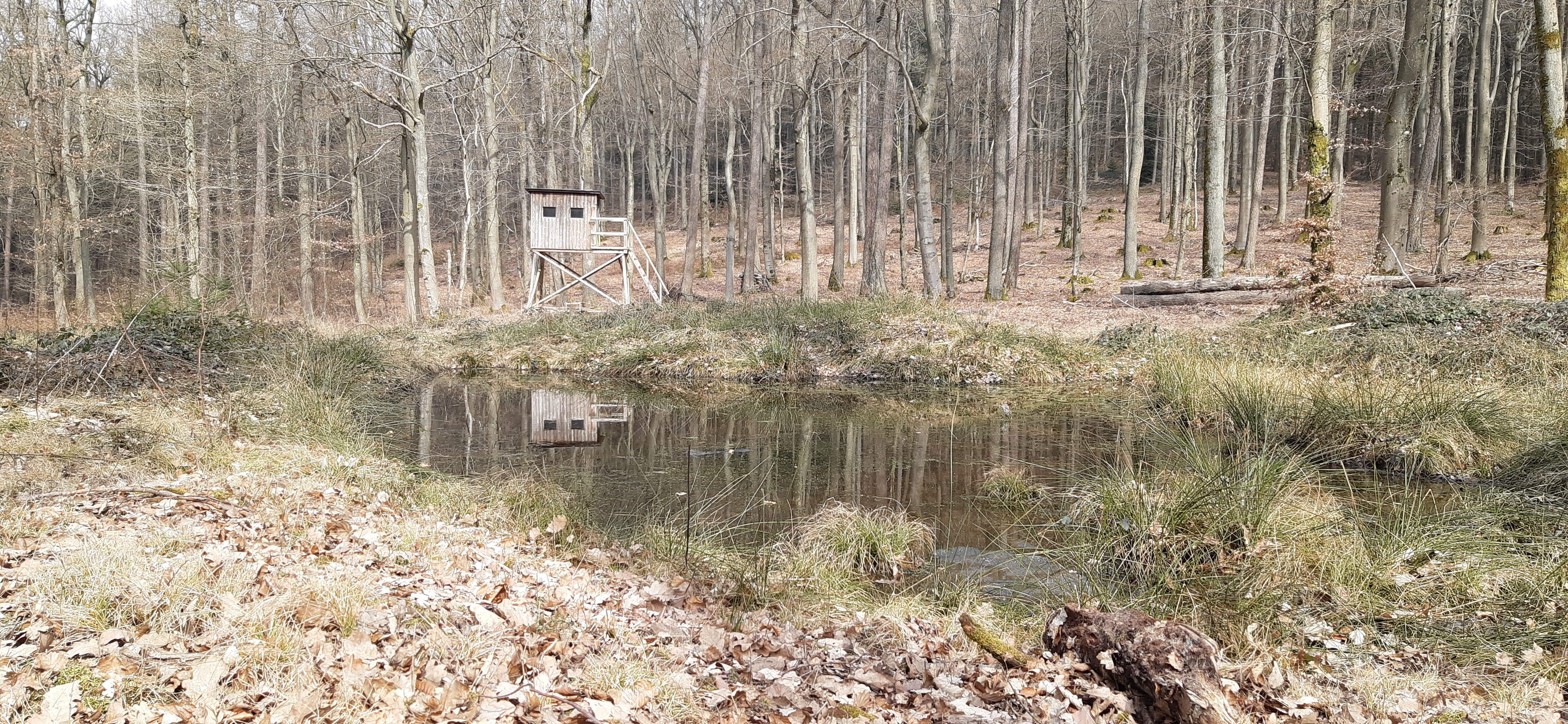
Quellteiche des späteren Röllbaches vor dem Abschnittswall auf der Passhöhe zum nördlich davorliegenden Schöllesberg
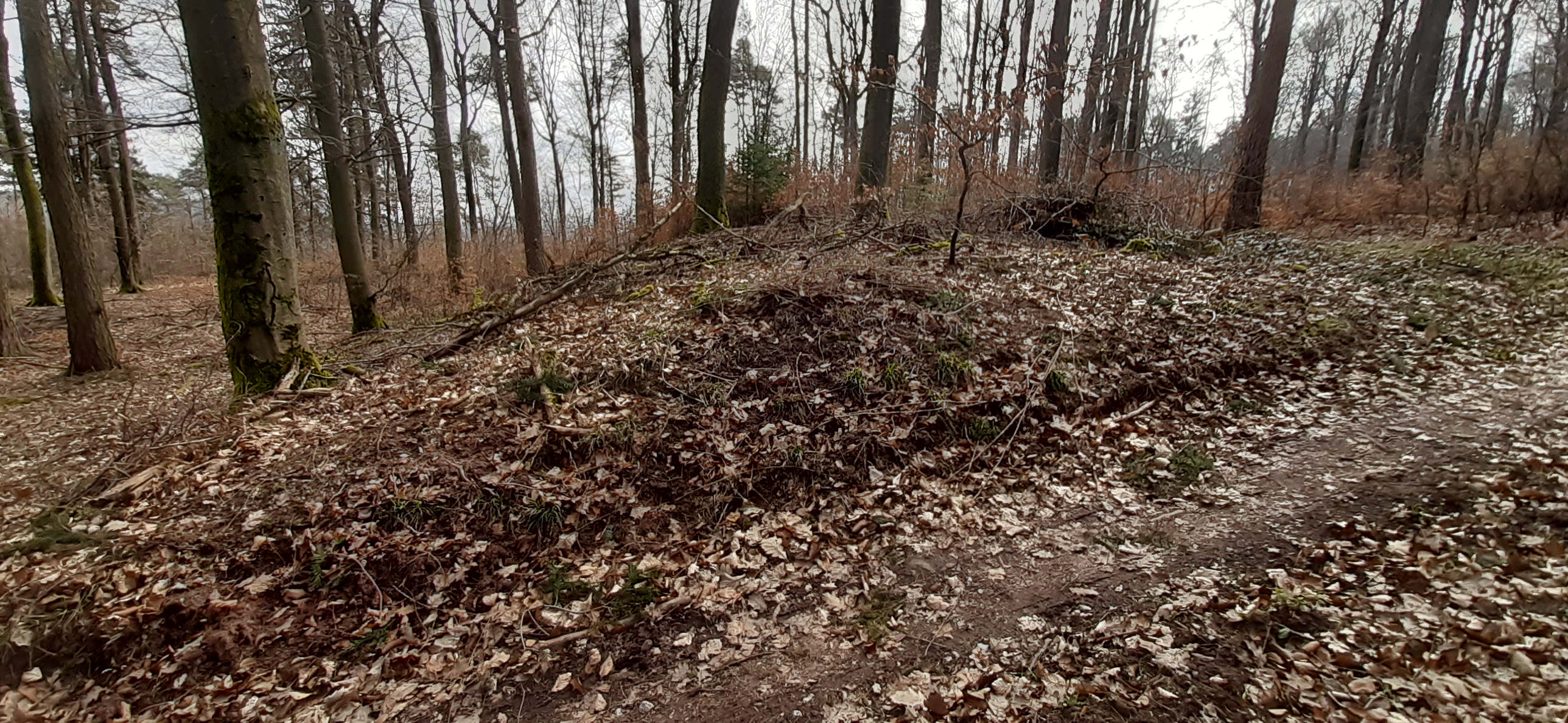
Walldurchbruch des Abschnittswalles auf dem mittleren Weg (Blickrichtung Osten)
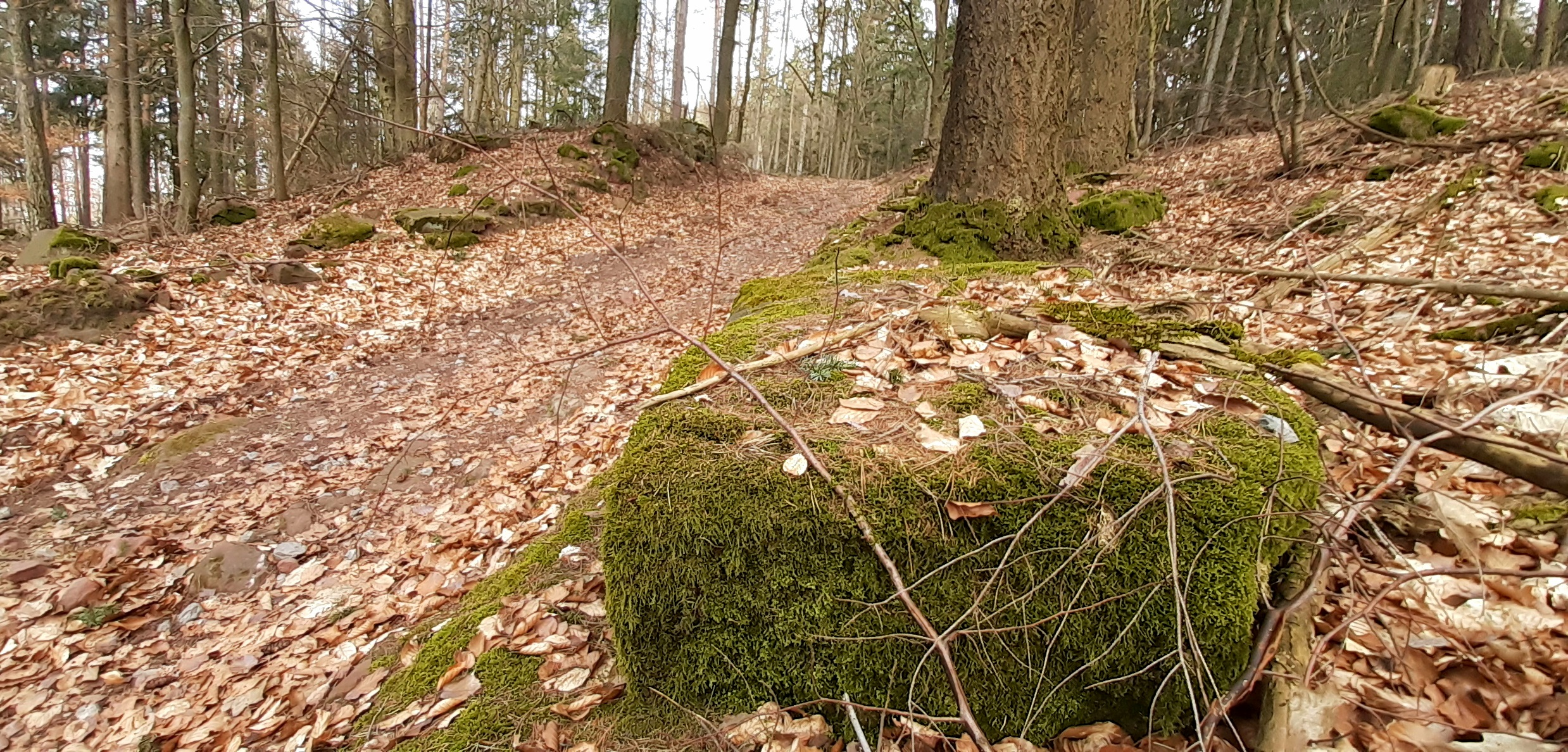
Walldurchbruch des mittleren Weges im Süden mit behauenem Längsstein vor dem Wall
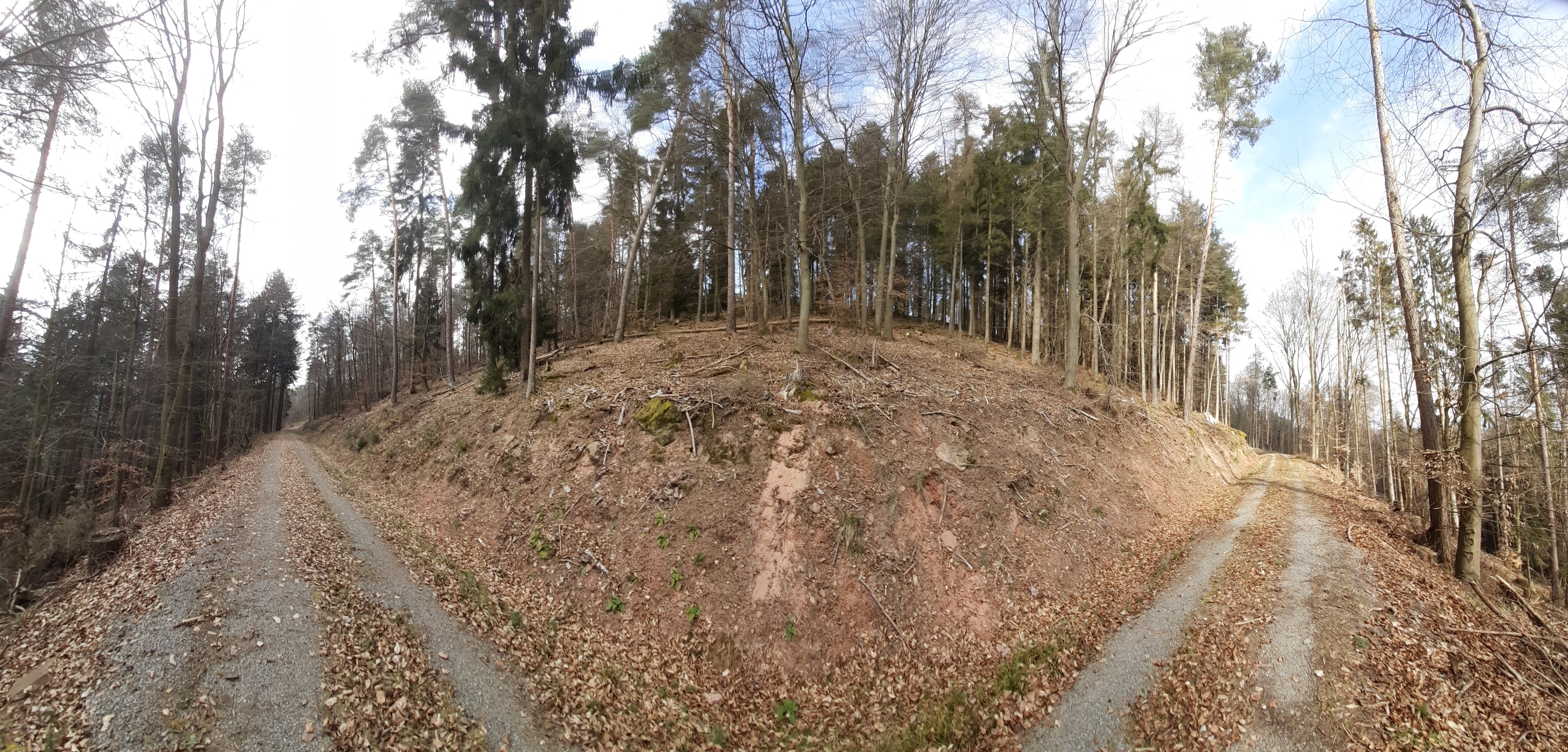
Der Lange Berg mit seiner Wallanlage von Osten
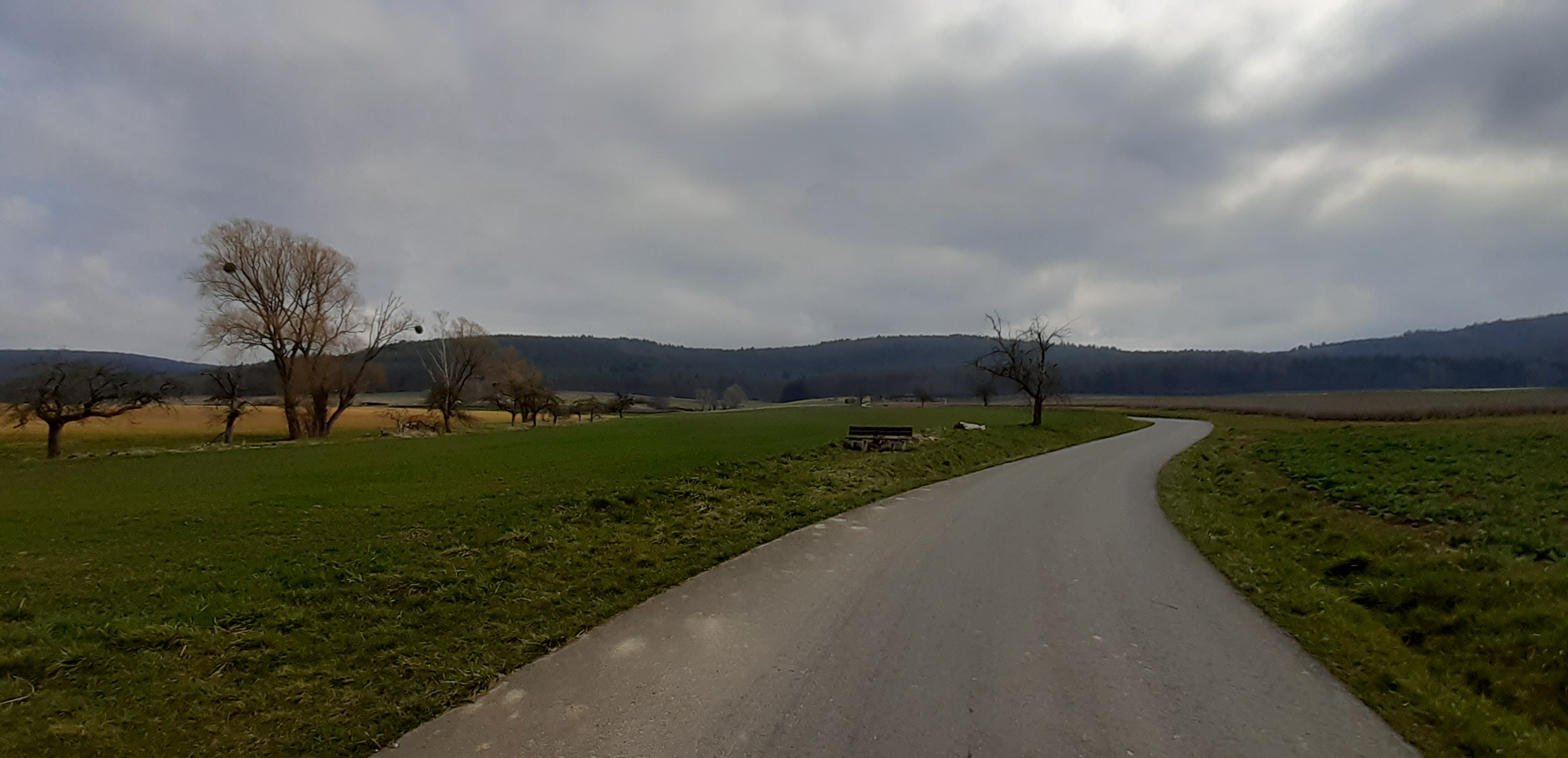
Vorm Ortsausgang Röllbach Blick auf den Langen Berg (mittig)